# 217e division d'infanterie (Allemagne)
Pour les articles homonymes, voir 217e division d'infanterie.
La  217e division d'infanterie (en allemand : 217. Infanterie-Division ou 217. ID) est une des divisions d'infanterie de l'armée allemande (Wehrmacht) durant la Seconde Guerre mondiale.

## Création
La 217. Infanterie-division est formée le 17 août 1939 à Allenstein dans le Wehrkreis I avec du personnel de la Landwehr en tant qu'élément de la 3. Welle (3e vague de mobilisation).
Elle participe à l'invasion de la Pologne avec la 3. Armee, puis de la France au sein de l'Heeresgruppe B. en juin 1941, elle est engagée sur le Front de l'Est avec la 18. Armee.
Elle est dissoute le 2 novembre 1943 après avoir subi de lourdes pertes dans le secteur de Kiev. Les éléments survivants forment le Divisions-Gruppe 217 qui est assigné au Korps-Abteilung C.

## Organisation

### Commandants
| Date                                 | Grade                  | Commandant      |
| ------------------------------------ | ---------------------- | --------------- |
| 1er septembre 1939 - 14 février 1942 | Generalleutnant        | Richard Baltzer |
| 14 février 1942 - 27 septembre 1942  | Generalleutnant        | Friedrich Bayer |
| 27 septembre 1942 - ? octobre 1943   | General der Infanterie | Otto Lasch      |
| ? octobre 1943 - 15 novembre 1943    | Generalleutnant        | Walter Poppe    |

### Officiers d'opérations (Generalstabsoffiziere (Ia))
| Date                          | Grade       | Commandant                          |
| ----------------------------- | ----------- | ----------------------------------- |
| 26 août 1939 - 5 janvier 1940 | Major i.G.  | Otto Schaefer                       |
| ? 1940 - ? 1941               | Oberst i.G. | Wuthenau                            |
| 18 juillet 1941 - 5 mars 1942 | Major i.G.  | Theoderich von Dufving              |
| 5 mars 1942 - 15 août 1943    | Oberst i.G. | Hugo Freiherr von Süsskind-Schwendi |

## Théâtres d'opérations
- West Wall : septembre 1939 - mai 1940
  - 1er septembre au 6 octobre 1939 : Campagne de Pologne
- Pays-Bas, Belgique et France : mai 1940 - Janvier 1942
  - Mai - juin 1940 : Bataille de France, Poche de Lille
- Front de l'Est, secteur Centre : janvier 1942 - Novembre 1943

## Ordres de bataille
1939
- Infanterie-Regiment 311
- Infanterie-Regiment 346
- Infanterie-Regiment 389
- Artillerie-Regiment 217
  - I. Abteilung
  - II. Abteilung
  - III. Abteilung
  - IV. Abteilung
- Feldersatz-Bataillon 217
- Panzerabwehr-Abteilung 217
- Pionier-Bataillon 217
- Aufklärungs-Abteilung 217
- Infanterie-Divisions-Nachrichten-Abteilung 217
- Infanterie-Divisions-Nachschubführer 217

1940
- Grenadier-Regiment 311
- Grenadier-Regiment 346
- Grenadier-Regiment 389
- Artillerie-Regiment 217
  - I. Abteilung
  - II. Abteilung
  - III. Abteilung
  - IV. Abteilung
- Feldersatz-Bataillon 217
- Panzerjäger-Abteilung 217
- Pionier-Bataillon 217
- Aufklärungs-Abteilung 217
- Infanterie-Divisions-Nachrichten-Abteilung 217
- Infanterie-Divisions-Nachschubführer 217